# Gina Cruz Blackledge
Gina Andrea Cruz Blackledge (Mexicali, Baja California; 8 de julio de 1969) es una política y abogada mexicana, miembro del Partido Acción Nacional. Ha sido en dos ocasiones diputada federal y es senadora por el estado de Baja California desde el 1 de septiembre de 2018.

## Biografía
Gina Cruz Blackledge es abogada egresada de la Universidad Autónoma de Baja California, institución en la que además tiene un diplomado en Derecho Municipal y cuenta con un segundo diplomado en Derecho de Familia. Es miembro activo del PAN desde 1990.
Inició su carrera en la administración pública en los departamentos jurídicos de instituciones como la Secretaría de Asentamientos Humanos y Obras Públicas de Baja California y el ayuntamiento de Mexicali. En 1998 fue nombrada oficial del Registro Civil en la misma ciudad de Mexicali, permaneciendo en el cargo hasta 2001.
En 2000 fue elegida diputada federal suplente a la LVIII Legislatura, ejerciendo el cargo entre el 4 de septiembre y el 5 de diciembre de 2002 por licencia del titular Bernardo Borbón Vilches. De 2003 a 2004 fue directora de gobierno de la Secretaría General de Gobierno y de 2004 a 2006 subsecretaria de Desarrollo Social del gobierno del estado, ambos cargos en la administración del gobernador Eugenio Elorduy Walther.
En 2007 fue elegida diputada a la XIX Legislatura del Congreso del Estado de Baja California, mismo que presidió y en el que también ocupó la presidencia de la comisión de Hacienda y Crédito Público. Al término de este cargo, entre 2011 y 2013 fue Cónsul de México en la ciudad de Calexico, California y de 2013 a 2015 fue directora del Instituto de Arte y Cultura del municipio de Mexicali.
En 2015 fue postulada y electa por segunda ocasión diputada federal por la via de la representación proporcional a la LXIII Legislatura y en la que se desempeñó como presidenta de la comisión de Hacienda y Crédito Público e integrante de las comisiones de Población, Presupuesto y Cuenta Pública, de Relaciones Exteriores; y de Seguimiento al Programa Especial Concurrente.
Solicitó licencia al cargo en 2018 para ser postulada como candidata del PAN a senadora por Baja California en la fórmula 1, correspondiendo la segunda a Jorge Ramos Hernández. En las elecciones federales de dicho año quedaron en segundo lugar, correpondiéndole ocupar la senaduría de primera minoría y habiendo obtenido el triunfo los candidatos del Movimiento Regeneración Nacional. En el Senado es presidenta de la comisión de Relaciones Exteriores, América del Norte, e integrante de las de Derechos Humanos, de Estudios Legislativos y de Federalismo y Desarrollo Municipal.